# Norico (geologia)
| Periodo                                                                                     | Epoca                | Piano          | Età (Ma)        |
| ------------------------------------------------------------------------------------------- | -------------------- | -------------- | --------------- |
| Giurassico                                                                                  | Giurassico inferiore | Hettangiano    | Più recente     |
| Triassico                                                                                   | Triassico superiore  | Retico         | ~205,7          |
| Triassico                                                                                   | Triassico superiore  | Norico         | ~227,3          |
| Triassico                                                                                   | Triassico superiore  | Carnico        | ~237            |
| Triassico                                                                                   | Triassico medio      | Ladinico       | 241,464 ± 0,28  |
| Triassico                                                                                   | Triassico medio      | Anisico        | 246.7           |
| Triassico                                                                                   | Triassico inferiore  | Olenekiano     | 249,9           |
| Triassico                                                                                   | Triassico inferiore  | Induano        | 251,902 ± 0,024 |
| Permiano                                                                                    | Lopingiano           | Changhsingiano | Più antico      |
| Suddivisione del Triassico secondo la Commissione internazionale di stratigrafia dell'IUGS. |                      |                |                 |

Nella scala dei tempi geologici il Norico è il secondo dei tre piani stratigrafici o età in cui viene suddivisa l'epoca geologica del Triassico superiore, a sua volta parte del periodo Triassico.
Il Norico va da  216,5 ± 2,0 a 203,6 ± 1,5 Milioni di anni fa (Ma). È preceduto dal Carnico e seguito dal Retico.

## Definizioni stratigrafiche e GSSP
Il Norico deriva il suo nome dalle Alpi Noriche in Austria. Questo piano fu introdotto nella letteratura scientifica dal geologo austriaco Mojsisovics nel 1869.
Il limite inferiore del Norico è fissato alla base delle biozone ammonitiche della Klamathites macrolobatus e Stikinoceras kerri e alla base delle biozone conodontiche del  Metapolygnathus communisti e Metapolygnathus primitius.
Il limite superiore del Norico (nonché base del successivo Retico) è fissato alla prima comparsa dell'ammonite della specie Cochloceras amoenum. La base del Retico è anche vicina alla prima comparsa dei conodonti delle specie Misikella spp. e Epigondolella mosheri e dei radiolari della specie Proparvicingula moniliformis.
Nell'oceano Tetide del Norico sono presenti sei biozone ammonitiche: 
- zona della Halorites macer
- zona della Himavatites hogarti
- zona della Cyrtopleurites bicrenatus
- zona della Juvavites magnus
- zona della Malayites paulckei
- zona della Guembelites jandianus

### GSSP
Al 2009 non è ancora stato ufficialmente definito dalla Commissione Internazionale di Stratigrafia il profilo stratigrafico di riferimento, il GSSP.

## Palaeontologia
- Synapsida
- Aetosauria
- Dicynodontia
- Phytosauria

### Dinosauri
| Dinosauri del Norico | Dinosauri del Norico              | Dinosauri del Norico         | Dinosauri del Norico | Dinosauri del Norico |
| Taxa                 | Presenza                          | Località                     | Descrizione          | Immagine             |
| -------------------- | --------------------------------- | ---------------------------- | -------------------- | -------------------- |
| - Agnosphitys        |                                   |                              |                      |                      |
| - Coelophysis        | Dal tardo Carnico al primo Norico | Ghost Ranch, New Mexico, USA |                      |                      |
| - Halticosaurus      |                                   |                              |                      |                      |
| - Liliensternus      |                                   |                              |                      |                      |
| - Plateosaurus       |                                   |                              |                      |                      |
| - Sellosaurus        |                                   |                              |                      |                      |
| - Thecodontosaurus   | Norico/Retico                     |                              |                      |                      |

### †Pterosauri
| Pterosauria del Norico | Pterosauria del Norico | Pterosauria del Norico | Pterosauria del Norico | Pterosauria del Norico |
| Taxa                   | Presenza               | Località               | Descrizione            | Immagine               |
| ---------------------- | ---------------------- | ---------------------- | ---------------------- | ---------------------- |
| - Eudimorphodon        |                        |                        |                        |                        |
| - Peteinosaurus        |                        |                        |                        |                        |
| - Preondactylus        |                        |                        |                        |                        |

### Crocodylomorfi
| Crocodylomorpha del Norico | Crocodylomorpha del Norico | Crocodylomorpha del Norico | Crocodylomorpha del Norico | Crocodylomorpha del Norico |
| Taxa                       | Presenza                   | Località                   | Descrizione                | Immagine                   |
| -------------------------- | -------------------------- | -------------------------- | -------------------------- | -------------------------- |
| - Saltoposuchus            |                            |                            |                            |                            |

### †Ichthyosauri
| Ichthyosauria del Norico             | Ichthyosauria del Norico | Ichthyosauria del Norico | Ichthyosauria del Norico | Ichthyosauria del Norico |
| Taxa                                 | Presenza                 | Località                 | Descrizione              | Immagine                 |
| ------------------------------------ | ------------------------ | ------------------------ | ------------------------ | ------------------------ |
| Shonisaurus 1. Shonisaurus popularis |                          |                          |                          |                          |

### †Dinosauromorfi (non-dinosauri)
| † Dinosauromorpha Non-dinosauri del Norico | † Dinosauromorpha Non-dinosauri del Norico | † Dinosauromorpha Non-dinosauri del Norico | † Dinosauromorpha Non-dinosauri del Norico | † Dinosauromorpha Non-dinosauri del Norico |
| Taxa                                       | Presenza                                   | Località                                   | Descrizione                                | Immagine                                   |
| ------------------------------------------ | ------------------------------------------ | ------------------------------------------ | ------------------------------------------ | ------------------------------------------ |
| - Dromomeron                               |                                            |                                            |                                            |                                            |
| - Eucoelophysis                            |                                            | New Mexico                                 |                                            |                                            |

### †Placodonti
| Placodontia del Norico | Placodontia del Norico | Placodontia del Norico | Placodontia del Norico | Placodontia del Norico |
| Taxa                   | Presenza               | Località               | Descrizione            | Immagine               |
| ---------------------- | ---------------------- | ---------------------- | ---------------------- | ---------------------- |
| - Psephoderma          |                        |                        |                        |                        |

### †Crurotarsi (non-crocodylomorfi)
| †Crurotarsi (non-crocodylomorfi) del Norico | †Crurotarsi (non-crocodylomorfi) del Norico | †Crurotarsi (non-crocodylomorfi) del Norico | †Crurotarsi (non-crocodylomorfi) del Norico | †Crurotarsi (non-crocodylomorfi) del Norico |
| Taxa                                        | Presenza                                    | Località                                    | Descrizione                                 | Immagine                                    |
| ------------------------------------------- | ------------------------------------------- | ------------------------------------------- | ------------------------------------------- | ------------------------------------------- |
| - Basutodon                                 |                                             |                                             |                                             |                                             |
| - Teratosaurus                              |                                             |                                             |                                             |                                             |
| - Fasolasuchus                              |                                             |                                             |                                             |                                             |

### †Terapsidi (non mammiferi)
| Terapsidi del Norico | Terapsidi del Norico | Terapsidi del Norico | Terapsidi del Norico                             | Terapsidi del Norico |
| Taxa                 | Presenza             | Località             | Descrizione                                      | Immagine             |
| -------------------- | -------------------- | -------------------- | ------------------------------------------------ | -------------------- |
| - Lisowicia          | Dal Norico al Retico | Polonia              | Il più grande dei dicinodonti e uno degli ultimi |                      |

### Mammaliaformes
| Mammaliaformes del Norico | Mammaliaformes del Norico | Mammaliaformes del Norico | Mammaliaformes del Norico | Mammaliaformes del Norico |
| Taxa                      | Presenza                  | Località                  | Descrizione               | Immagine                  |
| ------------------------- | ------------------------- | ------------------------- | ------------------------- | ------------------------- |
| - Eozostrodon             |                           |                           |                           |                           |
| - Morganucodon            |                           |                           |                           |                           |
| - Sinocodon               |                           |                           |                           |                           |

### †Ammoniti
- Acanthinites